# Nosenkî, Mirhorod
Nosenkî (în ucraineană Носенки) este un sat în comuna Slobidka din raionul Mirhorod, regiunea Poltava, Ucraina.

## Demografie
Componența lingvistică a localității Nosenkî
     Ucraineană (100%)
Conform recensământului din 2001, toată populația localității Nosenkî era vorbitoare de ucraineană (100%).